# Amber Rolfzen
Amber Rolfzen (Papillion, 25 agosto 1994) è un'ex pallavolista statunitense, di ruolo centrale e opposto.

## Carriera

### Club
La carriera di Amber Rolfzen, sorella gemella della pallavolista Kadie Rolfzen, inizia nei tornei scolastici del Nebraska, giocando per la Papillion-La Vista HS. Dal 2013 al 2016 gioca nella NCAA Division I, difendendo i colori della Nebraska, aggiudicandosi il titolo nazionale nel 2015 e ricevendo diversi riconoscimenti individuali.
Nel dicembre del 2016, appena conclusa la sua carriera universitaria, firma il suo primo contratto professionistico, ingaggiata dal campionato 2016-17 dal Dresdner, club della 1.Bundesliga tedesca. Per il campionato seguente si trasferisce in Francia, firmando con il Béziers, club impegnato in Ligue A, con cui vince lo scudetto; passa quindi per la stagione 2018-19 al Saint-Raphaël, anch'esso impegnato nel massimo campionato transalpino.
Nella stagione 2019-20 si accasa al Chieri '76, nella Serie A1 italiana, dove conclude la sua carriera.

### Nazionale
Fa parte delle selezioni statunitensi giovanili, vincendo con la nazionale Under-20 la medaglia di bronzo al campionato nordamericano 2012.
Nel 2017 fa il suo esordio in nazionale maggiore, vincendo la medaglia d'oro alla Coppa panamericana 2017.

## Palmarès

### Club
- NCAA Division I: 1

2015
- Campionato francese: 1

2017-18

### Nazionale (competizioni minori)
- Campionato nordamericano Under-20 2012
- Coppa panamericana 2017

### Premi individuali
- 2015 - All-America Second Team
- 2015 - NCAA Division I: Lexington Regional All-Tournament Team
- 2015 - NCAA Division I: Omaha National All-Tournament Team
- 2016 - All-America Third Team